# Мередит, Тед
Джеймс Э́двин «Тед» Ме́редит — американский легкоатлет, обладатель двух золотых медалей Олимпийских игр 1912 года.

## Спортивная карьера
На Олимпиаде в Стокгольме выиграл дистанцию 800 метров с мировым рекордом 1.51,9 сек. Чуть позже стал олимпийским чемпионом в эстафете 4×400 метров. Также соревновался на дистанции 400 метров, где занял 4-е место.
На Олимпийских играх 1920 года выступал в беге на 400 метров и эстафете 4×400 метров, но медалей не выиграл.

## Дальнейшая жизнь
В 1917 году участвовал в Первой мировой войне. После окончательного ухода из спорта занимался недвижимостью. Тренировал сборную Чехословакии на Олимпийских играх 1936 года.